# UFO Yepha
UFO Yepha ist eine zweiköpfige Hip-Hop-Formation aus Dänemark, bestehend aus Kristian Humaidan (UFO, * 1981) und Jeppe Bruun Wahlstrøm (Yepha, * 1983). Sie rappen vorwiegend auf Dänisch. Den ersten Erfolg konnten sie 2003 mit der ausgekoppelten Single Hver Dag verbuchen. Damit waren sie sieben Wochen auf Platz 1 der dänischen Charts.
Im Jahr 2006 kam das Album Ingen Som Os auf den Markt mit einer weiteren Singleauskopplung namens Op Med Håret.
Ende 2008 kam dann das dritte Album des Duos auf den Markt mit dem Titel "Kig Mig I Øjnene".

## Diskografie

### Studioalben
| Jahr | Titel            | Höchstplatzierung, Gesamtwochen, AuszeichnungChartsChartplatzierungen (Jahr, Titel, Platzierungen, Wochen, Auszeichnungen, Anmerkungen) | Anmerkungen |
| Jahr | Titel            | DK | Anmerkungen |
| ---- | ---------------- | --- | ----------- |
| 2003 | U vs. Y          | DK28 (1 Wo.)DK |             |
| 2006 | Ingen som os     | DK20 (3 Wo.)DK |             |
| 2008 | Kig mig i øjnene | DK32 (1 Wo.)DK |             |

### Singles
| Jahr | Titel Album                                | Höchstplatzierung, Gesamtwochen, AuszeichnungChartsChartplatzierungen (Jahr, Titel, Album, Platzierungen, Wochen, Auszeichnungen, Anmerkungen) | Anmerkungen      |
| Jahr | Titel Album                                | DK | Anmerkungen      |
| ---- | ------------------------------------------ | --- | ---------------- |
| 2003 | Hver Dag U vs. Y                           | DK1 (14 Wo.)DK |                  |
| 2008 | Næh næh Kig mig i øjnene                   | DK20 (10 Wo.)DK | feat. Anna David |
| 2009 | Stille og roligt knald pa Kig mig i øjnene | DK27 (7 Wo.)DK |                  |